# 김병주 (군인)
김병주(金炳周, 1962년 2월 7일~)는 대한민국의 장군, 정치인이며, 제21·22대 국회의원이다. 제27대 한미연합군사령부 부사령관(2017~2019)을 지냈다.

## 학력
- 태백황지국민학교 졸업
- 황지중학교 졸업
- 강릉고등학교 졸업
- 육군사관학교 철학 학사(40기)[1]
- 육군포병학교 수료
- 전남대학교 경영대학원 경영학 석사
- 서울사이버대학교 대학원 상담심리학 석사
- 경기대학교 정치전문대학원 국제정치학 박사

## 경력
- 대한민국 육군 제28사단 포병대대장[2](육군 중령)
- 미국 중부사령부 한국측 연락장교[2]
- 대한민국 합동참모본부 군사위원회 장교[2]
- 한미연합사령부 부사령관 보좌관[2]
- 대한민국 육군 제6사단 포병연대장[2](육군 대령)
- 대한민국 합동참모본부 합동화력과장[2]
- 대한민국 육군 제2포병여단장[2](육군 준장)
- 합동참모본부 전략기획차장[1]
- 정승조 합동참모의장 후보자 인사청문준비단장
- 대한민국 육군 제30사단장[1](육군 소장)
- 대한민국 육군 미사일사령관[1]
- 대한민국 육군 제3군단장[1](육군 중장)
- 한미연합군사령부 부사령관[3](육군 대장)
- 2020년 4월 15일 대한민국 제21대 국회의원 선거 당선(비례대표, 더불어시민당, 초선)
- 2020년 8월~2024년 5월: 더불어민주당 안보대변인
- 2020년 9월~2021년 5월: 더불어민주당 정책위원회 상임부의장
- 2021년 4월~2022년 3월: 더불어민주당 원내부대표
- 2022년 9월~2024년 5월: 더불어민주당 정책위원회 제2정책조정위원장
- 2022년 9월~: 더불어민주당 국방안보특별위원회 위원장
- 2024년 4월 10일 대한민국 제22대 국회의원 선거 당선(경기 남양주시 을, 더불어민주당, 재선)
- 2024년 5월~: 더불어민주당 경기도당 남양주시 을 지역위원회 위원장
- 2024년 8월~: 더불어민주당 최고위원
- 2025년 2월~: 더불어민주당 종교특별위원회 공동위원장
- 2025년 7월~: 더불어민주당 3대특검종합대응특별위원회 내란특검TF, 해병대원특검TF 위원장

### 의정 활동
- 2020년 5월 30일~2024년 5월 29일: 제21대 국회의원(비례대표, 더불어민주당, 초선)[A]
  - 2020년 7월~2022년 5월: 제21대 국회 전반기 국방위원회 위원
  - 2021년 4월~2021년 5월: 제21대 국회 국무총리(김부겸) 임명동의에 관한 인사청문특별위원회 위원
  - 2021년 4월~2022년 5월: 제21대 국회 전반기 국회운영위원회 위원
  - 2021년 7월~2022년 5월: 제21대 국회 전반기 예산결산특별위원회 위원
  - 2022년 7월~2023년 5월: 제21대 국회 후반기 국회운영위원회 위원
  - 2022년 7월~2024년 5월: 제21대 국회 후반기 국방위원회 간사
  - 2023년 5월~2024년 5월: 제21대 국회 후반기 국회운영위원회 위원
- 2024년 5월 30일~: 제22대 국회의원(경기 남양주시 을, 더불어민주당, 재선)
  - 2024년 6월~2024년 9월: 제22대 국회 전반기 국방위원회 간사
  - 2024년 6월~2025년 6월: 제22대 국회 전반기 예산결산특별위원회 위원
  - 2024년 9월~: 제22대 국회 전반기 국방위원회 위원
  - 2024년 12월~: 제22대 국회 순직 해병 수사 방해 및 사건 은폐 등의 진상규명을 위한 국정조사 특별위원회 위원
  - 2024년 12월~2025년 7월: 제22대 국회 전반기 국회운영위원회 위원
  - 2024년 12월~2025년 2월: 제22대 국회 윤석열 정부의 비상계엄 선포를 통한 내란 혐의 진상규명 국정조사 특별위원회 위원

## 저서
- 《시크릿 손자병법》. 플래닛미디어. 2019년. ISBN 9791187822370

## 역대 선거 결과
|  | 33.35% |

|  | 56.94% |

## 소속 정당
| 소속 정당 | 소속 정당    | 소속 기간 | 비고      |
| --------- | ------------ | --------- | --------- |
|           | 더불어민주당 | 2020      | 정계 입문 |
|           | 무소속       | 2020      | 탈당      |
|           | 더불어시민당 | 2020      | 입당      |
|           | 더불어민주당 | 2020~현재 | 합당      |

## 같이 보기
- 대한민국 제21대 국회의원 선거 더불어시민당 후보 목록#비례대표
- 남양주시 을
- 남양주시의 국회의원
- 한미연합군사령부 부사령관